# Chris Craft
Christopher Adrian Craft, meglio conosciuto come Chris (Porthleven, 17 novembre 1939 – Essex, 20 febbraio 2021), è stato un pilota di Formula 1 britannico.

## La carriera
Nel 1971 partecipò a due gran premi validi per il Campionato mondiale di Formula 1, a bordo di una Brabham privata preparata da Alain De Cadenet per il team Ecurie Evergreen. Il suo esordio nel Gran Premio del Canada fu caratterizzato da una mancata partenza per un guasto al motore nel corso delle qualifiche. Il pilota inglese era stato comunque capace di qualificarsi per la gara. Nella gara seguente, negli Stati Uniti, sarà costretto a un nuovo ritiro per un problema alle sospensioni e agli pneumatici.
Craft fu comunque buon interprete in molte altre categorie. Corse con una Ford Capri, così come con vetture sport, specialmente con il costruttore nipponico  Dome nei primi anni ottanta.
Il suo risultato più importante fu il terzo posto nella 24 Ore di Le Mans 1976, a bordo di una De Cadenet-Lola T380-Ford Cosworth, assieme allo stesso Alain de Cadenet.
Al termine della carriera Chris Craft creò la Light Car Company assieme al progettista di F1, Gordon Murray per la produzione del Rocket, un roadster ultraleggero, spinto da un motore di 1000cc, con l'aspetto di una vettura da corsa degli anni sessanta.

## Risultati in Formula 1
| 1971 | Scuderia         | Vettura      |  |  |  |  |  |  |  |  |  |    |     |  |  | Punti | Pos. |
| ---- | ---------------- | ------------ |  |  |  |  |  |  |  |  |  | -- | --- |  |  | ----- | ---- |
| 1971 | Ecurie Evergreen | Brabham BT33 |  |  |  |  |  |  |  |  |  | NP | Rit |  |  | 0     |      |

| Legenda | 1º posto     | 2º posto | 3º posto    | A punti         | Senza punti/Non class.  | Grassetto – Pole position Corsivo – Giro più veloce |
| Legenda | Squalificato | Ritirato | Non partito | Non qualificato | Solo prove/Terzo pilota | Grassetto – Pole position Corsivo – Giro più veloce |